# 張第元
張第元（？—1644年），號文岳，山西汾州府汾阳县军籍。明朝政治人物。

## 生平
萬曆四十六年（1618年）戊午科山西鄉試舉人，天啓二年（1622年）壬戌科進士。吏部觀政，三年授河南洛阳知县，崇祯元年行取，二年擢礼科给事中管皇城四门，三年丁憂歸。六年復除吏科給事中，为湖广乡试副主考，升兵科右给事中，九年七月任辽东监军山海关，升兵科左。十年巡视京营，又任会试同考官，升礼科都给事中。历升至太常寺左少卿，十三年免职闲住。明亡降顺，任兵知府尚书，李自成兵败退回西安，第元從之於韓城，自成猝問之曰：爾家在河北無恙乎？第元倉卒不識忌諱，謾應曰：人皆以其為賊官，相屠害。自成大怒，立誅之。
汾州卫前有“父子谏议坊”，崇祯七年（1634年）为礼科给事中张第元立。明太常寺少卿张第元墓在县西南四十里马家庄。

## 家族
曾祖張鍠。祖父張雲漢。父張扆，壽官。